# Scholasterie (Šlapanice)
Scholasterie ve Šlapanicích v okrese Brno-venkov se nachází na Masarykově náměstí (čo. 18 a 20), poblíž kostela. Je chráněna jako kulturní památka České republiky.
Její počátky jsou datovány na přelom 12. a 13. století, jako první scholastik je doložen v roce 1234 Petr, čtvrtý olomoucký kanovník, neboť scholasterie patřila olomoucké kapitule. Současná renesanční budova pochází z roku 1613, kdy zde působil scholastik Jan Berger z Bergu. V roce 1708 byla za scholasterií postavena barokní sýpka, interiéry scholasterie byly zbarokizovány v průběhu 18. století. V levé části budovy byla do roku 1904 fara, v pravé působili scholastici do roku 1948. O rok později byla budova znárodněna, začal ji spravovat místní národní výbor a od poloviny 50. let zde sídlí šlapanické muzeum (původně Okresní vlastivědné muzeum pro Brno-venkov, nyní Muzeum Brněnska). V polovině 70. let 20. století byla kvůli výstavbě nové základní školy zbořena scholasterní sýpka, dvůr, stáje i zahrada. Budova bývalé scholasterie byla ve druhé polovině 80. let 20. století ve špatném stavu, muzeum muselo být uzavřeno. Celková rekonstrukce stavby proběhla v letech 1992–1995.